# Hos Vicki
Hos Vicki är en musikalisk TV-show för hela familjen med livemusik, dans, rim och humor. Säsong ett sändes i Barnkanalen under hösten 2011 och säsong två började sändas i september 2012. Programledare är Viktoria Johansson, som även gjorde rollen som Doris i gruppen Doris & Knäckebröderna.

## Övriga medverkande
- Maria Frejd - Dansfröken

### Köksorkestern
- Anders Johansson - Keyboard
- Henrik Johansson - Trummor
- Daniel Lindblom - Gitarr
- Henrik Bjerndell - Elbas